# Rhynchosia mollis
Rhynchosia mollis là một loài thực vật có hoa trong họ Đậu. Loài này được Burtt Davy miêu tả khoa học đầu tiên.